# Vals-le-Chastel
Vals-le-Chastel (okzitanisch gleichlautend) ist eine französische Gemeinde mit 39 Einwohnern (Stand: 1. Januar 2022). Sie liegt im Département Haute-Loire in der Region Auvergne-Rhône-Alpes (vor 2016 Auvergne) und gehört zum Arrondissement Brioude sowie zum Kanton Pays de Lafayette. 

## Geographie
Vals-le-Chastel liegt etwa 39 Kilometer nordwestlich von Le Puy-en-Velay am Ufer des Flusses Doulon. 
Umgeben wird Vals-le-Chastel von den Nachbargemeinden Frugières-le-Pin im Norden und Westen, Saint-Didier-sur-Doulon Norden und Osten, Montclard im Osten sowie Saint-Préjet-Armandon im Süden und Südosten.

## Bevölkerungsentwicklung
| Jahr                       | 1962 | 1968 | 1975 | 1982 | 1990 | 1999 | 2006 | 2011 | 2017 |
| Einwohner                  | 66   | 63   | 62   | 46   | 44   | 46   | 50   | 44   | 44   |
| Quellen: Cassini und INSEE |      |      |      |      |      |      |      |      |      |

## Sehenswürdigkeiten
- Kirche Saint-Paul aus dem 15. Jahrhundert, Monument historique seit 1962
- Kapelle Notre-Dame-des-Anges, seit 1971 Monument historique
- Schloss aus dem 15. Jahrhundert

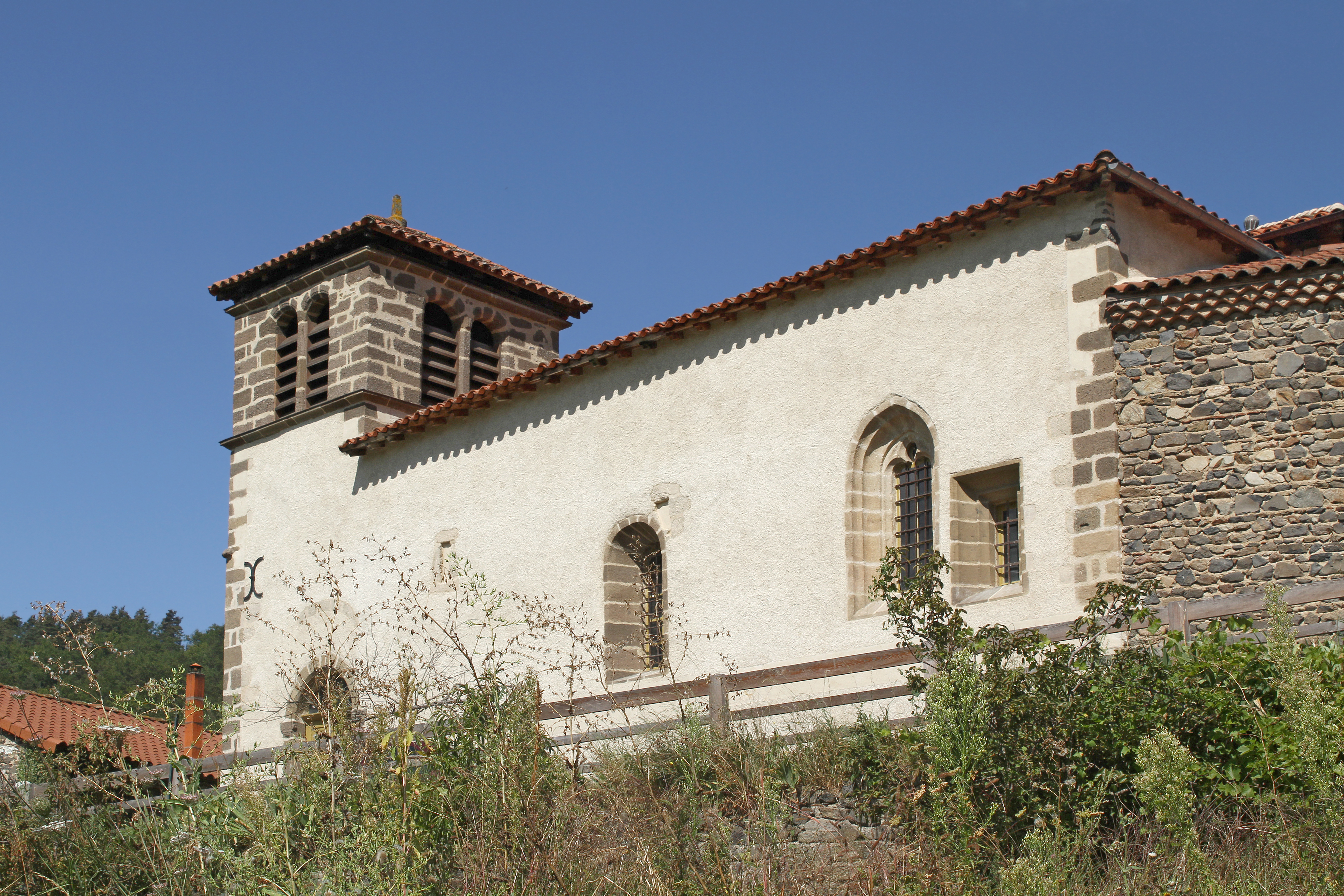
Kirche Saint-Paul
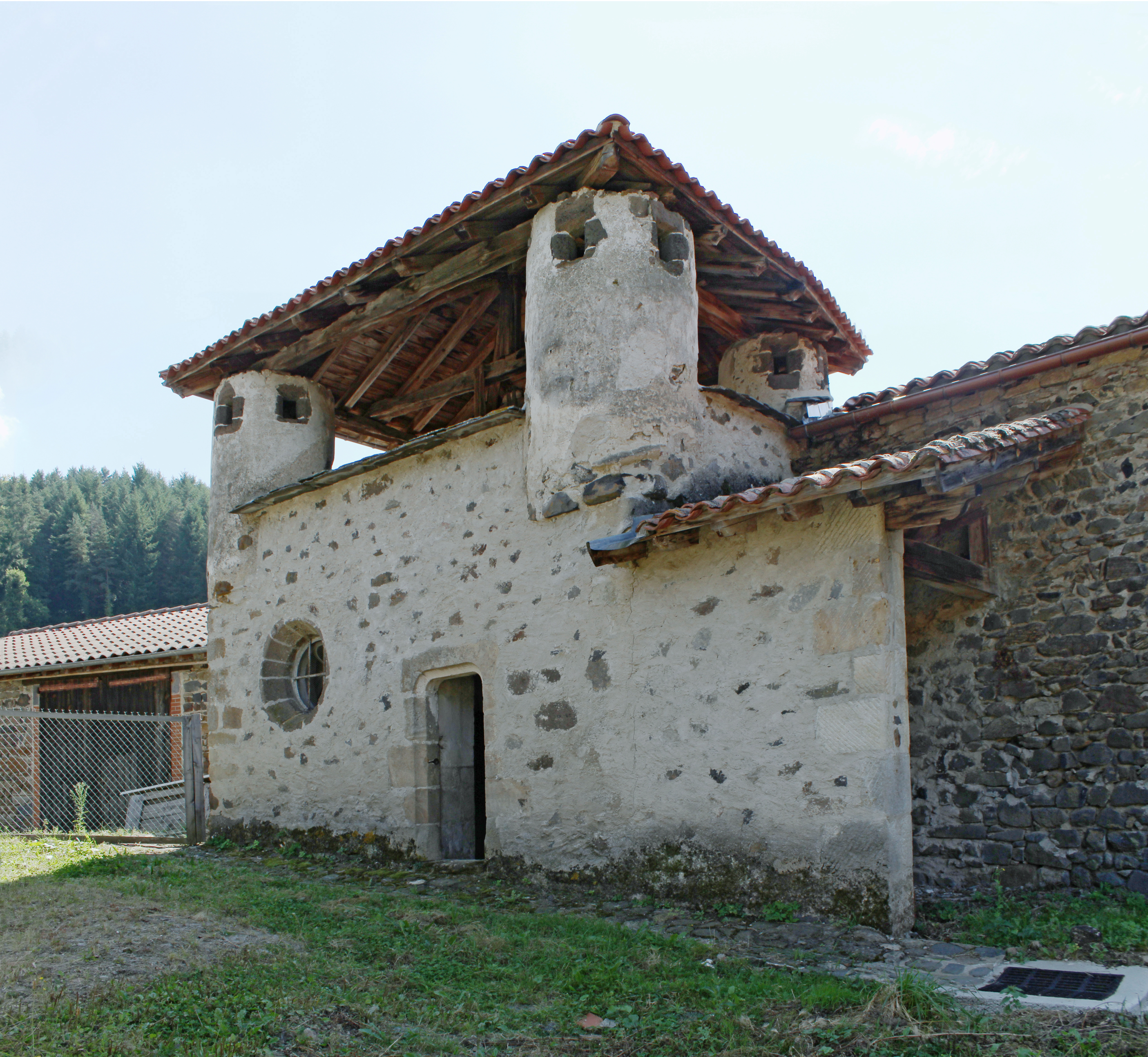
Kapelle Notre-Dame-des-Anges